# Scared to Be Lonely
Scared to Be Lonely (englisch für „ängstlich, einsam zu sein“) ist ein Lied des niederländischen DJs und Produzenten Martin Garrix und der britisch-albanischen Sängerin Dua Lipa. Der Future-Bass-Song wurde am 27. Januar 2017 über Martin Garrix’ eigenes Plattenlabel „STMPD RCRDS“ als Single veröffentlicht. Weiterhin wurde der Vertrieb von Epic Amsterdam beziehungsweise dessen Major-Label Sony Netherlands unterstützt.

## Hintergrund

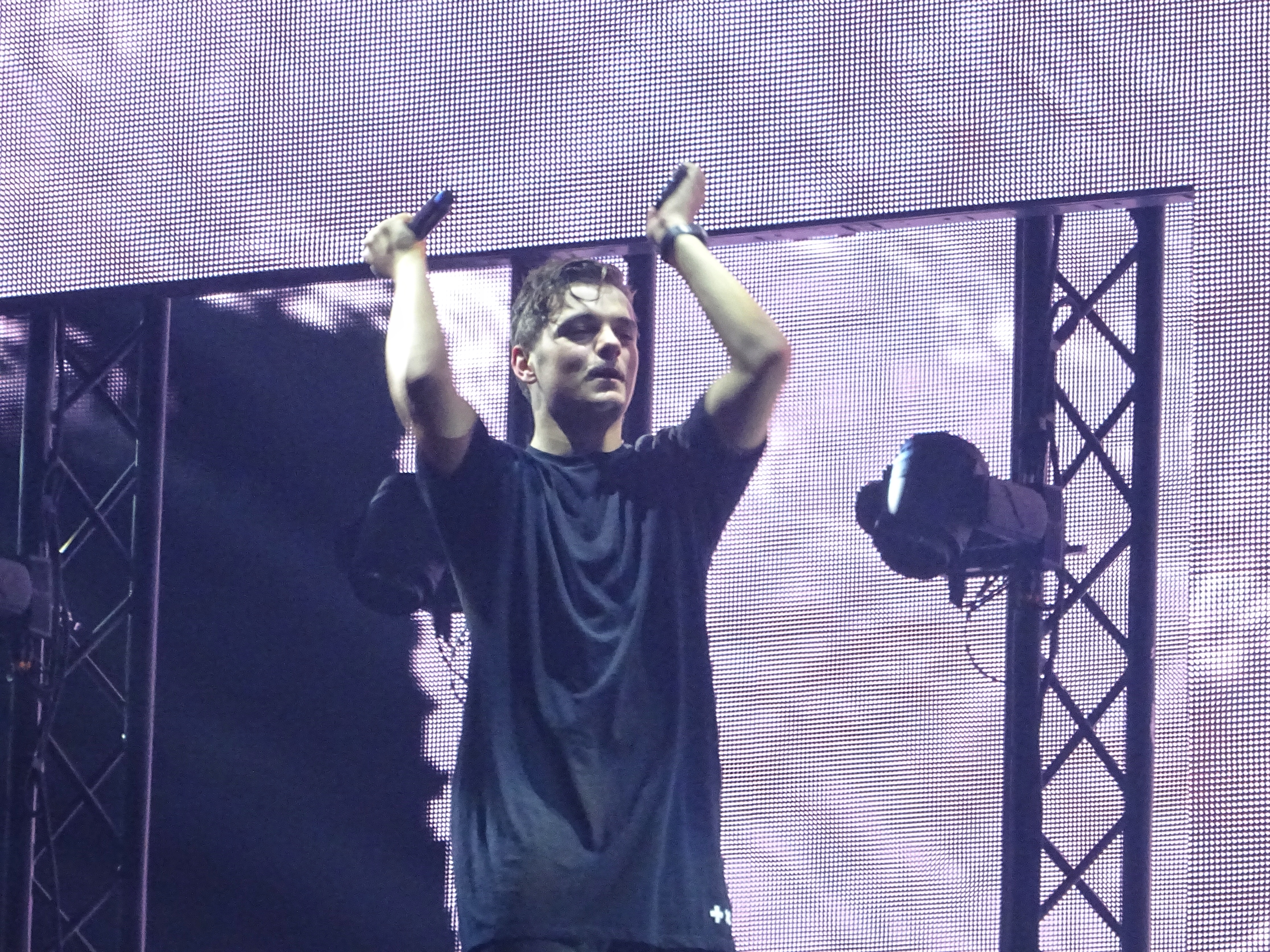
Produzent Martin Garrix

Scared to Be Lonely wurde von Martin Garrix, Giorgio Tuinfort, Nathaniel Campany, Kyle Shearer, Georgia Ku Overton geschrieben. Die Produktion wurde am 28. Dezember 2016 abgeschlossen. Die Premiere fand am 31. Dezember 2016 während seines Auftritts beim AVA-NYE in Myanmar statt, wodurch mehrere Mitschnitte schnell ins Internet gelangten. Bereits infolge der kurzen Aufnahmen wurde Lipa als Sängerin des Liedes vermutet, was durch ihren Tweet „Guess the cats out of the bag…“ (dt.: „Ich glaube die Katze ist aus dem Sack“) unterstützt wurde. Des Weiteren wurde es endgültig von Garrix durch einen Instagram-Beitrag am 15. Januar 2017, auf dem die Sängerin zu sehen ist, bestätigt. Das Veröffentlichungsdatum bestätigte der Niederländer am 18. Januar 2017 in einem Interview mit dem niederländischen Radiosender „QMusic NL“.
In einem Interview mit „Idolator“ erzählte er zur Entstehungsgeschichte:

„Ich war so oft im Studio. Wir hatten unterschiedliche Meinungen und Vorstellungen, die wir verfolgten. Dann fand ein A&R-Meeting mit meinem Plattenlabel statt und ich hatte sieben unterschiedliche Lieder, die als potentielle Follow-up-Werke in Frage kamen. Dies endete mit einer komplett neuen Nummer, die diejenige sein wird. Sie fühlt sich als die Richtige an, da diese mir genau das euphorische Gefühl vermittelt [wie In the Name of Love], jedoch mit noch tiefsinnigeren Lyrics und noch mehr Emotion, die für mich für einen guten Song wichtig sind.“

### Artwork

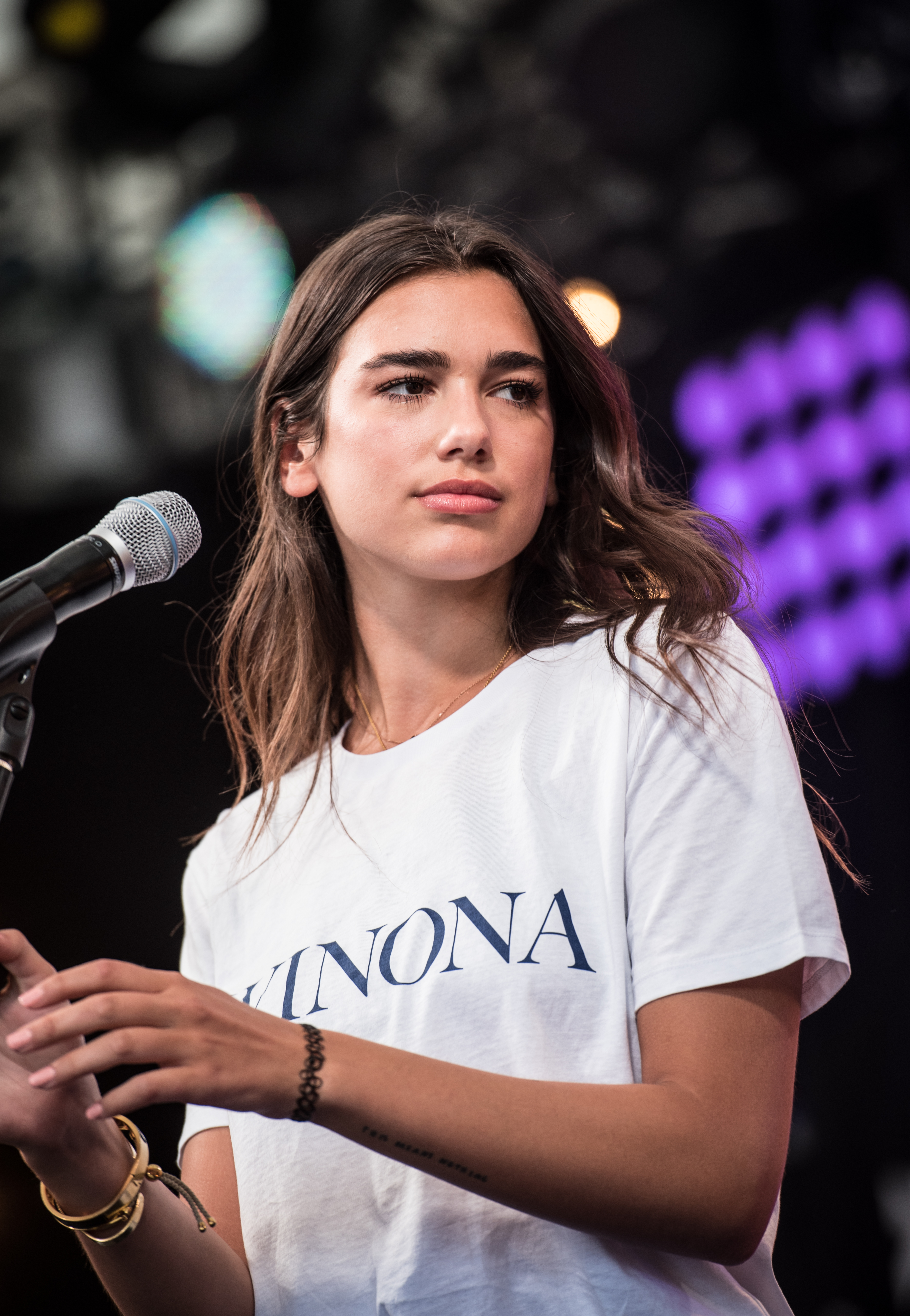
Sängerin Dua Lipa

Das offizielle Single-Cover sickerte am 19. Januar 2017 im Forum Reddit durch. Es ist ähnlich wie das zu In the Name of Love aufgebaut. Auch hier ist auf der rechten Seite Martin Garrix und auf der linken Seite seine weibliche Gesangspartnerin zu sehen. In diesem Fall schauen sich Garrix und Lipa jedoch an und auch der Hintergrund ist anders. Bei In the Name of Love stehen Garrix und Rexha vor dem Pool einer Hollywood-Hills-Villa, der auf das Musikvideo anspielt und passend zu den in Schottland absolvierten Dreharbeiten von Scared to Be Lonely stehen sie hierbei vor einer natürlichen, hügeligen Landschaft rund um Edinburgh, die unter einem wolkigen Himmel liegt.
Vorab lud Garrix zudem ein Bild bei Instagram hoch, das ihn im Dunkeln inmitten einer öden Landschaft zeigt. Über ihm ist lediglich der Mond zu sehen, in dessen Schein er steht. Viele vermuteten, dass dies auf Grund der Anspielung auf das Alleinsein sich als Single-Cover entpuppen würde.

## Musikalisches und Inhalt
Das Lied basiert auf einem 4/4-Takt und das Tempo liegt bei 138 bpm. Das Lied beginnt mit dem ersten gesungenen Vers von Dua Lipa. Während diesem ist in Hälfte eins keine Kick zu hören, erst in der zweiten ertönt eine Trap-typische Kick. Diese verschwindet wieder im Laufe des ersten Teils des Refrains, beim zweiten setzt dann ein pro Takt einmal auftretender Clap ein, der von einer, aus dem Hintergrund hervorkommenden, dumpfen Kick verdrängt wird, die immer schneller auf den Drop anspielt. Diese erscheint im typischen Future-Bass-Stil und weist starke Parallelen zum Vorgänger In the Name of Love auf.
Der von Dua Lipa gesungene Text beschreibt, wie das lyrische Ich beginnt, seine Beziehung zu einer anderen Person in Frage zu stellen. Anfangs wirft es einen Blick auf die vergangene Zeit und lobt das Verhältnis zwischen den beiden Person, doch äußert mit der Zeit Zweifel, dass es nicht mehr das Gleiche sei, und beginnt Fragen aufzuwerfen, woran es liege. Insbesondere vermutet es, dass die Beziehung nur ein Versuch sei, der Angst, einsam zu verbleiben, zu entfliehen.
| „Is it just our bodies? Are we both losing our minds? Is the only reason you’re holding me tonight… ’Cause we’re scared to be lonely? Do we need somebody… Just to feel like we’re alright? Is the only reason you're holding me tonight ’Cause we’re scared to be lonely?“ | „Sind es nur unsere Körper? Verlieren wir unsere Gedanken? Ist der einzige Grund, warum du mich heute Nacht hältst… Weil wir Angst haben, einsam zu sein? Brauchen wir jemanden… Einfach um uns gut zufühlen? Ist der einzige Grund, warum du mich heute Nacht hältst… Weil wir Angst haben, einsam zu sein?“ – Refrain, Übersetzung |

## Kritiken
Die Reaktionen auf das Lied fielen überwiegend positiv aus. Während insbesondere Dua Lipas Gesang sowie die Harmonie des Liedes gelobt wurden, wurde das Lied auch stark mit In the Name of Love verglichen. In dieser Form äußerte sich die Kritik-Webseite „Thomasbleach“:

„Die Zusammenarbeit mit Dua Lipa "Scared to Be Lonely" ist ein allgemeiner Pop-/Tanz-Track, der die Schwester von "In The Name of Love" sein könnte. Wenn wir diesen Song nicht schon hätten, würde ich diesen Track loben, denn als Einzelstück ist er brillant. Der Gesang von Dua ist hervorragend, der Text ist völlig verwandt, der Beat Breakdown ist großartig und der Refrain ist groß. Allerdings hat Martin Garrix diese Struktur bereits verwendet.“

Kritiker Joe Carden von „The Edge“ schrieb, dass Scared to Be Lonely jegliche Zielgruppe verfehlen würde und die Harmonie nicht wie gewollt funktioniere.

„Trotz des großen Potentials fühlt sich das Lied dennoch so an, als würde der Track zu einem kläglichen Versuch führen, während des immensen Refrains den düsteren Klang des Textes in einer cleveren, aber bittersüßen Weise harmonieren zu lassen. Es ist einfach zu subtil - Der Track, der eigentlich für alles von Ihrem Autoradio bis hin zur Ultra-Mainstage produziert wurde, weist keinen anständigen Zeitpunkt auf, zu dem man aufspringen und die Arme in die Luft werfen kann (oder wie es sich das nennt, was Garrix während seiner Konzerte macht). Es gibt keinen Sinn, keinen Höhepunkt, kein ikonisches Ereignis.“

Autor Tim Tabend vom Online-Magazin „Dance-Charts“ hingegen nahm das Lied sehr positiv auf und lobte die Harmonie des Liedes sowie die persönlichen Noten von Garrix:

„‚Scared To Be Lonely‘ klingt sehr radiotauglich und kann überzeugen. Die Vocals sind sehr gefühlvoll eingearbeitet und passen perfekt. Kleine typische Martin Garrix Skills sind herauszuhören. Der Mainpart passt sich der dem derzeitigen Melodic-Trap-Hype an, hat aber einen ungemein hohen Wiedererkennungswert inne. […] Die Nummer klingt atemberaubend gut. Feinster Future Pop. Besonders der Mainpart im Melodic-Trap-Style kann mehr als überzeugen.“

## Kommerzieller Erfolg
Im Download-Store iTunes erreichte Scared to Be Lonely am ersten Tag die Top-20 mehrerer europäischer Länder, darunter in Deutschland, Spanien, Großbritannien und der Schweiz sowie die Spitzenposition in den Niederlanden. In den folgenden Chartwochen stieg das Lied in Deutschland auf Position neun der Singlecharts ein und rückte bis in die Top-10 vor. Für Garrix ist dies bereits der sechste Charterfolg in Deutschland, für Lipa der vierte. In seiner Heimat stieg das Lied auf Platz 29 und rückte in den nächsten Woche auf Platz 3 vor. Weitere Top-10-Platzierungen erfolgten in Belgien, Dänemark, Finnland, Tschechien, Norwegen, der Schweiz, Österreich, Lettland, New Zealand, Portugal, Schottland, der Slowakei und Ungarn. Scared to Be Lonely konnte weiterhin in Großbritannien Nummer 23 und in den Vereinigten Staaten Platz 76 der Charts erreichen.

### Chartplatzierungen
| ChartsChartplatzierungen       | Höchstplatzierung | Wochen |
| ------------------------------ | ----------------- | ------ |
| Deutschland (GfK)              | 9 (24 Wo.)        | 24     |
| Niederlande (Media Markt)      | 2 (32 Wo.)        | 32     |
| Österreich (Ö3)                | 10 (21 Wo.)       | 21     |
| Schweiz (IFPI)                 | 10 (27 Wo.)       | 27     |
| Vereinigte Staaten (Billboard) | 76 (14 Wo.)       | 14     |
| Vereinigtes Königreich (OCC)   | 14 (22 Wo.)       | 22     |

| ChartsJahrescharts (2017)    | Platzierung |
| ---------------------------- | ----------- |
| Deutschland (GfK)            | 52          |
| Niederlande (Media Markt)    | 13          |
| Österreich (Ö3)              | 56          |
| Schweiz (IFPI)               | 39          |
| Vereinigtes Königreich (OCC) | 42          |

### Auszeichnungen für Musikverkäufe
| Land/Region                  | Auszeichnungen für Musikverkäufe (Land/Region, Auszeichnung, Verkäufe) | Verkäufe  |
| ---------------------------- | ---------------------------------------------------------------------- | --------- |
| Australien (ARIA)            | 3× Platin                                                              | 210.000   |
| Belgien (BRMA)               | Platin                                                                 | 30.000    |
| Brasilien (PMB)              | Diamant                                                                | 160.000   |
| Chile (IFPI)                 | Platin                                                                 | 80.000    |
| Dänemark (IFPI)              | 2× Platin                                                              | 180.000   |
| Deutschland (BVMI)           | 3× Gold                                                                | 600.000   |
| Frankreich (SNEP)            | Diamant                                                                | 333.333   |
| Italien (FIMI)               | 2× Platin                                                              | 100.000   |
| Kanada (MC)                  | 2× Platin                                                              | 160.000   |
| Mexiko (AMPROFON)            | Diamant · + Gold                                                       | 330.000   |
| Neuseeland (RMNZ)            | 4× Platin                                                              | 120.000   |
| Niederlande (NVPI)           | 3× Platin                                                              | 120.000   |
| Norwegen (IFPI)              | 4× Platin                                                              | 240.000   |
| Polen (ZPAV)                 | 3× Platin                                                              | 60.000    |
| Portugal (AFP)               | 2× Platin                                                              | 20.000    |
| Schweden (IFPI)              | 4× Platin                                                              | 160.000   |
| Schweiz (IFPI)               | Gold                                                                   | 10.000    |
| Spanien (Promusicae)         | 2× Platin                                                              | 120.000   |
| Vereinigte Staaten (RIAA)    | 2× Platin                                                              | 2.000.000 |
| Vereinigtes Königreich (BPI) | 2× Platin                                                              | 1.200.000 |
| Insgesamt                    | 3× Gold · 38× Platin · 3× Diamant ·                                    | 6.073.333 |

Hauptartikel: Martin Garrix/Auszeichnungen für Musikverkäufe

## Musikvideo

### Hintergrund
Die Arbeiten zum offiziellen Musikvideo starteten am 16. Januar 2017 in Edinburgh, Schottland. Innerhalb von drei Tagen sollen die Dreharbeiten fertiggestellt worden sein. Teil des Musikvideos sind sowohl Martin Garrix, als auch Dua Lipa. Geschrieben wurde es von Blake Claridge, der auch Regie führte. An der Produktion waren Craft London und Lois Newcombe kombiniert. Das Musikvideo wurde von Garrix am 27. Januar 2017 parallel zum Release auf seinem offiziellen YouTube-Kanal hochgeladen. Bereits nach sechs Stunden zählte dies rund eine halbe Million Aufrufe. Knapp eine Woche nach Veröffentlichung knackte es die 10 Millionen Aufrufe.

### Inhalt
Das Musikvideo baut auf dem Liedtext auf. Zu sehen sind die beiden Musiker, die die beschriebene Situation des Lyrics darstellen. In einigen Szenen sind sie in unterschiedlichen Liebes-Akten zu erkennen, andere wiederum zeigen die beiden Protagonisten allein, darunter wird Lipa vor einer Aufhellwand gezeigt, wie sie den Text des Liedes Playback singt. Die Schlüsselszene bilden zwei Hände, vermutlich die von Garrix und Lipa, die sich erst einander nähern und zum Schluss, nach einer kurzen Berührung, wieder voneinander entfernen. Schauplatz des Ganzen ist eine Hütte auf einer Lichtung.

## Veröffentlichung

### Single
Die offizielle Single-Veröffentlichung fand am 27. Januar 2017 statt. Auf dieser ist lediglich der Radio Edit zu finden.
| #  | Version    | Länge |
| -- | ---------- | ----- |
| 1. | Radio Edit | 3:40  |

### Remix-EP Vol. 1
Die Remix-EP erschien am 17. März 2017. Diese enthält einen Future-House-Remix von Brooks, einen Progressive-House-Remix von DubVision, einen Remix im Drum-&-Bass-Stil von Alpharock, zwei Interpretationen im Deep-House-Gewand von Zonderling und Julian Earle sowie einen Mix von Funkin Matt, der Electro-, Future-, Deep- und Funk-House-Elemente widerspiegelt. Im Internet erschien eine Menge weiterer Remixe, die überwiegend inoffiziell produziert wurden. Diese basieren auf unterschiedlichen Musikstilen. Erfolgreich waren insbesondere eine Trap-Interpretation von Jaydon Lewis und ein Progressive-House-Remix von WildVibes & Jaylife.
| #  | Remix             | Länge |
| -- | ----------------- | ----- |
| 1. | Brooks Remix      | 3:20  |
| 2. | DubVision Remix   | 3:10  |
| 3. | Zonderling Remix  | 3:54  |
| 4. | Alpharock Remix   | 3:55  |
| 5. | Funkin Matt Remix | 3:38  |
| 6. | Julian Earl Remix | 5:20  |

### Remix-EP Vol. 2
Nach ersten Remix-EP folgte der zweite Part. Auf diesem waren Remixe von Gigamesh Remix, Medasin, Loud Luxury, Conro, Loopers und Joe Mason zu finden. Im Vergleich zum ersten Volumen, fielen diese um ein Weites kommerzieller aus, da Gigamesh, Medasin, Conro und Joe Masons Versionen allesamt in den Bereich des Future-Bass’ einzusortieren wären. Loud Luxury vertritt eine Mischung aus Tech- und Groove-House, während Loopers sich im Bereich des Dub-House bewegen.
| #  | Remix             | Länge |
| -- | ----------------- | ----- |
| 1. | Gigamesh Remix    | 3:49  |
| 2. | Medasin Remix     | 3:32  |
| 3. | Loud Luxury Remix | 3:27  |
| 4. | Conro Remix       | 3:22  |
| 5. | Loopers Remix     | 4:11  |
| 6. | Joe Mason Remix   | 3:27  |